# Ноћни лет (филм)
Ноћни лет (енгл. Red Eye) амерички је психолошки трилер из 2005. у режији Веса Крејвена. Глумачку поставу предводе Рејчел Макадамс и Килијан Марфи. Радња прати менаџерку хотела која се нађе усред завере везане за атентат током лета за Мајами.
Филм је добио позитивне рецензије критичара. Продужена верзија филма, која садржи додатне сцене, емитована је на разним телевизијским станицама након приказивања филма у биоскопима.

## Радња
Лиса мрзи летове, али ужас који је чека на ноћном лету за Мајами нема везе са страхом од летења. Неколико тренутака након полетања, Лисин супутник Џексон открије прави злокобни разлог зашто је на овом лету: он је обавештајац који учествује у завери чији је циљ убити заменика секретара Државне безбедности, а Лиса је кључ за успех ове завере. Одбије ли да сарађује, њеног оца ће убити атентатор који чека Џексонов позив.
Заробљена у зракоплову на висини од 9.000 , Лиса нема где да побегне и не може никога позвати упомоћ а да не угрози свог оца, супутнике и сопствени живот. Док километри пролазе, Лиса зна да јој понестаје времена док очајнички тражи начин како осујетити план свог окрутног отмичара и спречити ужасно убиство.

## Улоге
| Глумац            | Улога          |
| ----------------- | -------------- |
| Рејчел Макадамс   | Лиса Рајсерт   |
| Килијан Марфи     | Џексон Рипнер  |
| Брајан Кокс       | Џо Рајсерт     |
| Џејма Мејс        | Синтија        |
| Џек Скалија       | Чарлс Киф      |
| Роберт Пајн       | Боб Тејлор     |
| Тереза Прес Маркс | Меријен Тејлор |